# River of Deceit
«River Of Deceit» es una canción de la banda Mad Season, lanzada en 1995 como primer sencillo del único álbum de estudio, Above (1995). La canción llegó al puesto número 2 en Billboard Mainstream Rock Tracks y es la canción más popular de la banda.

## Origen y grabación
La música para "River of Deceit" salió de los ensayos que el grupo hacía antes de Layne Staley se uniera como vocalista a la banda.

## Letra
Gran parte de la letra de "River of Deceit" fue inspirada por El Profeta de Khalil Gibran, que Layne leía mientras grababan el álbum. El baterista Barrett Martin dijo, "Layne Staley se encontraba en una misión espiritual a través de su música. No en una misión de rock, en una misión espiritual.

## Lista de canciones
CD (Australia y Austria) y casete (Australia)
1. "River of Deceit" – 5:04
2. "November Hotel" (en vivo) – 15:17
  - Grabado en vivo el 20 de noviembre de 1994 en el Crocodile Cafe en Seattle, Washington, Estados Unidos. Algunas copias indican como segunda pista a "November Hotel" (sin "All Alone").

CD promocional (EUA)
1. "River of Deceit" – 5:04

## Posicionamiento en listas
| País           | Lista (1995)                | Mejor posición |
| -------------- | --------------------------- | -------------- |
| Canadá         | Canadian Singles Chart      | 68             |
| Canadá         | Canadian Alternative Top 30 | 8              |
| Estados Unidos | Mainstream Rock Tracks      | 2              |
| Estados Unidos | Modern Rock Tracks          | 9              |